# Nathan Ellis
Nathan Trevor Ellis (* 22. September 1994 in Greenacre, Australien) ist ein australischer Cricketspieler, der seit 2021 für die australische Nationalmannschaft spielt.

## Aktive Karriere
Im Jahr 2019 zog er nach Tasmanien, spielte dort Club-Cricket und arbeitete nebenher, unter anderem als Landschaftsgärtner. Auch konnte er sich bei den Hobart Hurricanes durchsetzen und hatte dort während der Big Bash League 2021/22 seinen Durchbruch. Damit konnte er sich auch für Tasmanien etablieren. Daraufhin gab er im August 2021 in Bangladesch sein Twenty20-Debüt in der Nationalmannschaft und erzielte dabei 3 Wickets für 34 Runs, wobei ihm die Wickets in einem Hattrick gelangen. Auch erhielt er einen Vertrag mit den Punjab Kings für die Indian Premier League 2021. Sein ODI-Debüt folgte im März 2022 in Pakistan. In den Twenty20s der Serie konnte er 4 Wickets für 28 Runs erreichen. Für den englischen Sommer erhielt er dann einen Vertrag von Hampshire. In Indien (3/30) und gegen England (3/20) konnte er zu Beginn der Saison 2022/23 zwei Mal drei Wickets in Twenty20-Serien erzielen. Jedoch wurde er für den ICC Men’s T20 World Cup 2022 nur als Ersatzspieler nominiert. Im September 2023 konnte er in Südafrika 3 Wickets für 25 Runs im zweiten Twenty20 erzielen. In Indien folgte im November abermals drei Wickets (3/45) in den Twenty20s. Er erhielt daraufhin die Nominierung für den Kader bei der ICC Men’s T20 World Cup 2024.